# Музей Брёхана
Берлинский музей имени Брёхана (нем. Bröhan-Museum Berlin) — художественный музей в Берлине, названный в честь его основателя, коллекционера искусства Карла Х. Брёхана и расположенный в неоклассицистском здании бывшей пехотной казармы напротив Шарлоттенбургского дворца. В своей экспозиции музейное учреждение земельного уровня специализируется на прикладном и изобразительном искусстве в стилях модерн, ар-деко и функционализм. В залах музея представлены произведения из стекла, керамики, фарфора и металлов в комбинации с предметами мебели, коврами, осветительными приборами, произведениями графики и живописи.
Карл Брёхан с 1966 года собирал произведения искусства модерна и арт-деко и в 1981 году по случаю своего 60-летия подарил коллекцию городу Берлину. Брёхан последовательно пополнял художественную коллекцию, которая с 1973 года размещалась на вилле в берлинском районе Далем. 14 октября 1983 года коллекция Брёхана въехала в историческое здание в Шарлоттенбурге. В 1994 году Музей Брёхана получил статус земельного.